# San Sebastiano (Guercino Mosca)
San Sebastiano è un dipinto a olio su tela realizzato dal Guercino nel 1641 e conservato al Museo Puškin delle belle arti di Mosca.

## Storia
Il quadro fu commissionato dal bolognese Niccolò Lemmi, che lo ricevette nel 1642. Nel Libro dei conti tenuto da Paolo Antonio Barbieri, fratello minore del Guercino, si riporta, in data 6 gennaio 1642, che "si è ricevuto" da Lemmi 53 ducatoni (portando quindi a 71½ scudi il pagamento totale) "per il Quadro del San Sebastiano mezza figura". La notizia è riportata anche da Carlo Cesare Malvasia che, nel secondo volume della Felsina pittrice, annovera nella produzione artistica del 1642 un "s. Sebastiano" che Guercino realizzò per il "Sig. Dottore Nicolò Lemmi Bolognese". Sul retro del dipinto è incollata la versione stampata di un sonetto di Luigi Manzini, pubblicato a Bologna proprio nel 1642 per celebrare il "quadro mirabilissimo di San Sebastiano Martire":
Frena, dico, il pennello: ahi che gil sento
Sospirarsi di nuovo esangue oggetto
Del furente Idolatra: e quindi astretto
A turbar fra le pene il suo contento
Ma che? so forte, e luminoso il pingi
Che nel misto di luce, e di valore,
Di doglia si, ma gloriosa, il cingi
O d'ogni alta Virt destra, maggiore!
Tu, innocente mendace, additi, e fing
Nel Ciel tristezza, e ne' Beati horrore»
Jacopo Alessandro Calvi menzione la tela a casa dell'abate Cesare Taruffi e descrive entusiasticamente il dipinto: "questo è d'un impasto, e d'un colorito così morbido e soave, che fa vedere che fin d'allora il centese Artefice studiava moderare in parte, e secondo l'opportunità quella fierezza di macchia tanto altrui gradita, e che ciò era sua elezione, e non decadimento, o mancanza di vigore e di foco". Tuttavia, prima nel 1808 la tela era stata venduta e si trovava a Parigi, ove fu acquistata da Ferdinando Marescalchi che, dopo averne fatto realizzare un disegno a lapis da Francesco Rosaspina, la donò a Giuseppina di Beauharnais. Tra il 1811 e il 1815 il dipinto è menzionato in più occasioni nell'inventario del Castello di Malmaison e, dopo la morte di Giuseppina, fu ereditato dalla figlia Ortensia, che nel 1829 vendette la collezione a Nicola I di Russia. Giunta nell'Impero Russo, la tela fu esposta all'Ermitage fino al 1862, quando fu spostata nel Museo Rumjancev. Infine, nel 1924, il San Sebastiano lasciò San Pietroburgo e fu sistemato al Museo Puškin di Mosca.